# Villa Hériot
Villa Hériot nota anche come Villa Herriot è un edificio di Venezia, nell'isola della Giudecca.

## Storia
A partire dagli inizi del XX secolo, molti stranieri facoltosi scelgono di fare di Venezia la loro seconda dimora, sfruttando terreni spesso occupati da edifici dismessi nei secoli precedenti: è questo il caso del francese Hériot, che, dopo aver acquistato il terreno di una ex saponeria alla Giudecca, vi fa costruire, su progetto di Raffaele Mainella, due strutture di villa dall'architettura eclettica e con copiosi elementi decorativi come patere, formelle, colonnine e altri motivi bizantineggianti.
Nel 1947 la moglie di Hériot, dopo la morte del marito, cede il complesso di Villa Hériot al comune, lasciando allegata all'atto di vendita la volontà che esso sia adibito a scuola pubblica: l'edificio dunque diventa la scuola elementare Carlo Goldoni. La scuola in seguito è stata chiusa e Villa Hériot è sede della "Società Europea di Cultura", della "Università Internazionale dell'Arte, sede di Venezia", e della Casa della memoria del Novecento veneziano.